# Anna Lea Merritt
Anna Lea Merritt (Filadelfia, 13 de septiembre de 1844 - Hurstbourne Tarrant, 7 de abril de 1930) fue una pintora estadounidense. Pintó retratos, paisajes y escenas religiosas. Nació en Filadelfia pero vivió y trabajó en Inglaterra la mayor parte de su vida.  Merritt Trabajó como artista profesional «viviendo de su pincel» antes de su breve matrimonio con Henry Merritt y después de su muerte.

## Love Locked Out

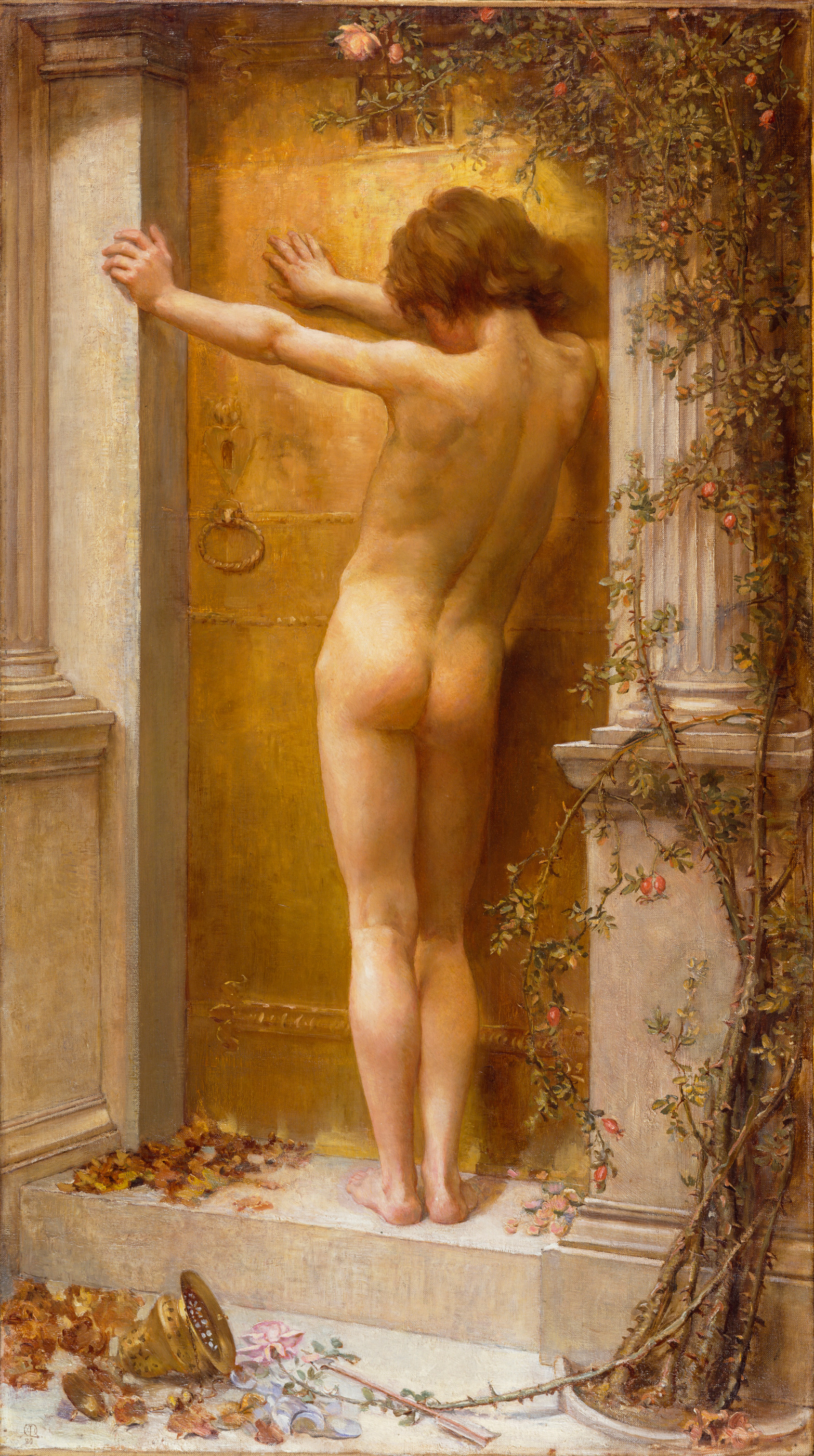
Love Locked Out, la obra más conocida de Merrit.

Pintó su trabajo más conocido, Love Locked Out, en memoria de su marido, que murió en 1877 justo tres meses después de su boda. Ella tenía la esperanza de tener la imagen realizada en bronce como monumento, pero no se lo pudo permitir. Merritt se resistió en permitir que la pintura fuera copiada a pesar de innumerables «peticiones», porque temía que la interpretación sería mala: «temía que a las personas le gustaba como un símbolo de amor prohibido», escribió en sus memorias, «mientras que mi amor estaba esperando para abrirse al reencuentro». Aunque Merrit era ya una artista reconocida, ella tenía la intención de poner fin a sus carrera profesional después de su boda, pero debido al fallecimiento prematuro de su marido, ella decidió regresar a la pintura. Irónicamente, a pesar de ser estadounidense, Love Locked Out estuvo exhibido en la Royal Academy of Arts en 1890 y se convirtió en la primera pintura realizada por una mujer en ser adquirida para la colección nacional británica a través del legado de Chantrey.